# Castellnou de Gemenells
El Castellnou de Gemenells és una obra de Sant Jaume dels Domenys (Baix Penedès) declarada bé cultural d'interès nacional.

## Descripció
És una masia o casal amb teulada a quatre vessants, tancada dins un baluard fortificat, recentment restaurada.
Situat damunt un petit turonet, el castell nou de Gemanelles és una masia amb aspecte de fortalesa. L'edifici és precedit per un baluard d'arc escarser. La façana reflecteix la disposició de l'edifici en tres plantes. Els baixos presenten una porta principal amb arc de mig punt i a la dreta la porta del celler, d'arc rebaixat. A l'interior del celler es poden observar una sèrie de cups a cada banda. L'últim pis correspon a les golfes i consta d'unes finestres amb llinda.
La part del darrere de la casa presenta uns potents contraforts. Les cobertes són de quatre vessants. Actualment l'edifici està en estat d'enderrocament parcial.

## Història
La casa va ser abandonada pel propietari, resident a Barcelona, que va vendre les propietats excepte la casa.
La tradició oral de la zona menciona fins i tot l'existència d'una presó.
La casa va ser restaurada el 1985 per una gent del Vendrell. A la porta hi van instal·lar la següent inscripció: "Manso del Castell de Gemenelles, 1773-1985".